# Elecciones parlamentarias de Islandia de 1967
Las elecciones parlamentarias de Islandia fueron realizadas el 11 de junio de 1967. El Partido de la Independencia se posicionó como el partido más grande del Alþingi, obteniendo 15 de los 40 escaños.

## Resultados
| Partido                           | Votos   | %    | Cámara Baja | Cámara Baja | Cámara Alta | Cámara Alta |
| Partido                           | Votos   | %    | Escaños     | +/–         | Escaños     | +/–         |
| --------------------------------- | ------- | ---- | ----------- | ----------- | ----------- | ----------- |
| Partido de la independencia       | 36.036  | 37.5 | 15          | –1          | 8           | 0           |
| Partido Progresista               | 27.029  | 28.1 | 12          | –1          | 6           | 0           |
| Alianza Popular                   | 16.923  | 17.6 | 7           | +1          | 3           | 0           |
| Partido Socialdemócrata           | 15.059  | 15.7 | 6           | +1          | 3           | 0           |
| Partido Democrático Independiente | 1.043   | 1.1  | 0           | Nuevo       | 0           | Nuevo       |
| Votos en blanco/nulos             | 1.765   | –    | –           | –           | –           | –           |
| Total                             | 97.855  | 100  | 40          | 0           | 20          | 0           |
| Participación electoral           | 107.101 | 91.4 | –           | –           | –           | –           |
| Fuente: Nohlen & Stöver           |         |      |             |             |             |             |